# Jennifer Batten
Jennifer Batten  (Nueva York, 29 de noviembre de 1957) es una músico de sesión estadounidense, guitarrista de acompañamiento y artista en solitario. Es conocida por haber sido la guitarrista de acompañamiento de Michael Jackson en tres giras consecutivas entre 1987 y 1997.

## Biografía
A los 8 años de edad recibió de su padre una guitarra eléctrica y decidió cultivar su dominio tomando clases de profesores en diferentes estilos e influencias musicales (tales como Jeff Beck y The Beatles) hasta lograr una maestría en este instrumento en el Musicians Institute de California.
Batten se especializó en los estilos rock, funk y jazz fusión, y llegó a estar en la nómina oficial de seis bandas diferentes como guitarrista de acompañamiento.
En 1987 Michael Jackson la seleccionó de entre 100 postulantes y la incluyó en su gira Bad World Tour, donde pudo actuar en primeros planos junto al artista. Posteriormente ese mismo año trabajó con el productor de Stevie Wonder, Michael Sambello para lanzar su propio álbum que se tituló Above, Below, and Beyond. 
En 1990, colaboró con Miguel Mateos en los temas 5 y 7 de su álbum solista Obsesión.
En 1992, nuevamente Michael Jackson la invitó a su gira Dangerous World Tour y en 1993 participó junto al mismo artista en Super Bowl XXVII. Posteriormente lanzó su segundo álbum de rock híbrido llamado Tribal Rage: Momentum.
Y en 1997, por tercera vez se integra a la exclusiva banda de Michael Jackson para participar en la gira llamada HIStory World Tour. Entre 1998 y 2001, se une al guitarrista británico Jeff Beck durante 3 años desarrollando las giras mundiales llamadas «Who Else», y «You Had It Coming».  
Posteriormente se dedicó a crear temas de Eurobeat bajo el selloA-Beat C trabajando con Dave Rodgers. En 2010 colaboró con la artista polaca Doda en el desarrollo del tema Bad Girls. En 2011, volvió a colaborar con Jeff Beck en la gira Japan ALive 1999.

## Discografía
- Above, Below and Beyond (1992)
- Jennifer Batten's Tribal Rage: Momentum (1997)
- Whatever (2007)
- BattleZone (con Marc Scherer) (2017)